# SUPER LOVE SONG
「SUPER LOVE SONG」（スーパー・ラヴ・ソング）は、日本の音楽ユニット・B'zの楽曲。2007年10月3日にVERMILLION RECORDSより44作目のシングルとして発売された。

## 概要
16thアルバム『ACTION』の先行シングル。
初回限定盤には、ZEPP TOKYOにて行われた『B'z SHOWCASE 2007 -19-』での「SUPER LOVE SONG」のライブ映像を収録したDVDが付属された。
表題曲は「May」以来7年ぶりのノンタイアップだが、3rd beat「FRICTION」は『バーンアウト ドミネーター』のタイアップ。
アレンジャーの寺地秀行が編曲に初参加したシングルで、次作『BURN -フメツノフェイス-』より、彼らのソロを含めてメインアレンジャーとして起用される。
J-DISC BeingとVERMILLION RECORDS他2レーベルの親会社への統合に伴い、この作品以降、発売元・販売元がともにビーイングと記載されるようになる。
18.1万枚を売り上げ、2007年10月15日付のオリコン週間シングルランキングで初登場1位を獲得。これにより、5thシングル『太陽のKomachi Angel』以来40作連続の1位となり、自身が持つ「シングル首位獲得数」と「シングル連続首位獲得数」を更新することとなった。

## 収録曲
| 全作詞: 稲葉浩志、全作曲: 松本孝弘。 |                     |           |            |                                        |      |
| #                                    | タイトル            | 作詞      | 作曲・編曲 | 編曲                                   | 時間 |
| 1.                                   | 「SUPER LOVE SONG」 | 稲葉浩志  | 松本孝弘   | 松本孝弘・稲葉浩志・池田大介・寺地秀行 | 4:00 |
| 2.                                   | 「ここから」        | 稲葉浩志  | 松本孝弘   | 松本孝弘・稲葉浩志・池田大介・寺地秀行 | 4:01 |
| 3.                                   | 「FRICTION」        | 稲葉浩志  | 松本孝弘   | 松本孝弘・稲葉浩志・池田大介           | 3:06 |
| 合計時間:                            | 合計時間:           | 合計時間: | 11:07      |                                        |      |

| #  | タイトル                                 | 作詞 | 作曲・編曲 |
| -- | ---------------------------------------- | ---- | ---------- |
| 1. | 「LIVE「SUPER LOVE SONG」at Zepp Tokyo」 |      |            |

## 楽曲解説

### CD
1. SUPER LOVE SONG
  - MV撮影もロサンゼルスのスタジオで行われた。
  - レコーディングおよびMVでのサポート・メンバーは、ドラムがジェレミー・コルソン（Jeremy Colson）、ベースがロバート・ディレオ（Robert DeLeo、ストーン・テンプル・パイロッツ）となっている。
  - 楽曲完成後、2007年6月から行われた『B'z SHOWCASE 2007 -19-』、8月に行われた『SUMMER SONIC 2007』で、リリースに先駆けて1曲目に披露した[5][6]。
  - フジテレビ系『HEY!HEY!HEY! 見よ! 3時間生放送スペシャル!!｣』（2007年9月24日）、テレビ朝日系『ミュージックステーション』（2007年10月5日）、『ミュージックステーションスーパーライブ2007』（2007年12月21日）に出演し、本曲を披露した[7][8][9]。
2. ここから
  - メロトロンを使用している。曲の構成上、ギターソロパートが無い。
  - 本作で唯一『ACTION』に収録されず、ライブでも未演奏である。
3. FRICTION
  - テレビゲーム『バーンアウト ドミネーター』のために書き下ろされた全英詞の楽曲[10]。本作発売前の4月から海外のiTunes Storeで既に公開されており、上記2曲より制作時期は古い。
  - サポートドラマーのシェーン・ガラースが「English Lyrics Adviser」として作詞を手伝っている。
  - 『ACTION』には別バージョンが収録されている。
  - 本曲も、リリースに先駆けて『B'z SHOWCASE 2007 -19-』および『SUMMER SONIC2007』で2曲目に披露した。

### 初回限定盤 DVD
1. LIVE「SUPER LOVE SONG」at Zepp Tokyo
  - 『B'z SHOWCASE 2007 -19-』のZepp Tokyo公演でのライブ映像[11]。

## タイアップ
- エレクトロニック・アーツ『バーンアウト ドミネーター』挿入歌（#3）
- エレクトロニック・アーツ『バーンアウト パラダイス』挿入歌（#3）
- テレビ東京系『JAPAN COUNTDOWN』10月オープニングテーマ（#3）

## 参加ミュージシャン

### レコーディング参加ミュージシャン
- 松本孝弘:ギター、全曲作曲・編曲
- 稲葉浩志:ボーカル、全曲作詞・編曲
- 池田大介:全曲編曲
- 寺地秀行:編曲 (#1.2)
- ジェレミー・コルソン:ドラム (#1.2)
- シェーン・ガラース:ドラム（#3）
- ロバート・ディレオ:ベース (#1.2)
- 徳永暁人:ベース（#3）
- 小野塚晃:オルガン（#1）、ピアノ（#2）
- パトリック・ウォーレン:メロトロン（#2）
- TAMA MUSIC Strings:ストリングス（#2）

### 特典DVD参加ミュージシャン
- 松本孝弘：ギター
- 稲葉浩志：ボーカル
- シェーン・ガラース：ドラム
- 徳永暁人（doa）：ベース・コーラス
- 大田紳一郎（doa）：ギター・コーラス
- 増田隆宣：キーボード

## 収録アルバム
SUPER LOVE SONG
- ACTION
- B'z The Best "ULTRA Pleasure"
- B'z The Best XXV 1999-2012

FRICTION
- ACTION（-LAP2-）

## ライブ映像作品
SUPER LOVE SONG
- B'z The Best "ULTRA Treasure"（特典DVD）
- B'z LIVE in なんば 2006 & B'z SHOWCASE 2007 -19- at Zepp Tokyo
- B'z LIVE-GYM 2008 -ACTION-
- B'z COMPLETE SINGLE BOX（特典DVD）

FRICTION
- B'z The Best "ULTRA Treasure"（特典DVD）
- B'z LIVE in なんば 2006 & B'z SHOWCASE 2007 -19- at Zepp Tokyo